# Устиянович Микола Леонтійович
о. Мико́ла (Никола) Леонтійович Устияно́вич (Устіяно́вич); 25 листопада (7 грудня) 1811, Миколаїв — 22 жовтня (3 листопада) 1885, Сучава) — український письменник і громадський діяч, греко-католицький священник. Батько Корнила Устияновича.

## Життєпис

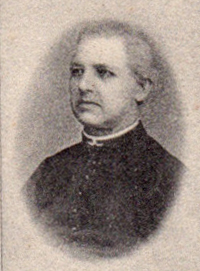
Микола Устиянович, світлина з листівки серії «Історія України-Руси», Коломия, 1902 р.

Походив із родини посадника міста Миколаїв на Львівщині. Початкову освіту здобув у Миколаєві, далі закінчив нормальну школу у Львові (1820—1824) та Львівську гімназію (1824—1830), також 2 курси філософського факультету університету (1830—1832) та (1838). У 1835 р., будучи семінаристом, увійшов до гуртка Маркіяна Шашкевича. Водночас з проповіддю М. Шашкевича на свято Покрови 14 жовтня 1836 в соборі Св. Юра виголосив свою в церкві св. Параскеви). Через те, що ректор Телеховський не дозволив би цього, подав йому текст, укладений польською мовою.
Друкуватися почав 1836 року. Став ініціатором і співзасновником літературно-наукового товариства «Галицько-Руська матиця».

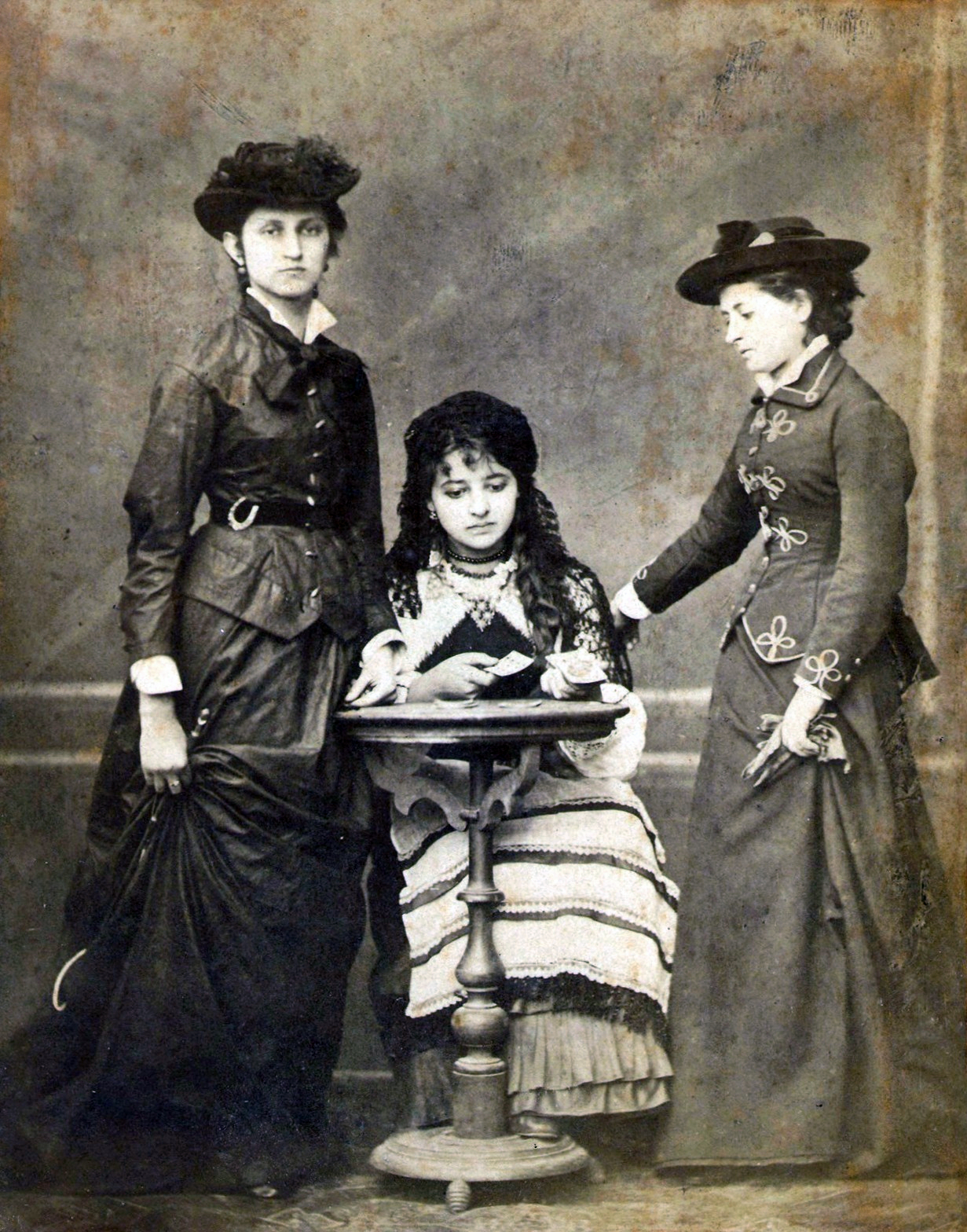
Доньки Устияновича Ольга та Марія (сидить) з Ольгою Кобилянською, 1882 р.

Був парохом у селищі Славсько (Стрийщина), м. Сучаві, чернівецьким деканом.
1848 року — один з ініціаторів «Собору руських учених» (центральною подією «Собору» (19 жовтня 1848 р.) була програмна промова Миколи Устияновича). Виступав за єдність Галичини і Наддніпрянщини. [джерело?]
1861–1866 — посол до Галицького крайового сейму.
1868 р. один із співзасновників та очільників «Просвіти».
Деякий час редагував урядовий часопис «Галичо-Рускій ВЂстникъ». З 1870 р. жив у м. Сучаві (Буковина). Там заприятелював з родиною Кобилянських, знав Ольгу Кобилянську змалечку, його доньки потоваришували з майбутньою письменницею, особливо Ольга, яка товаришувала з нею до кінця життя.
Помер у Сучаві 1885 року.
«Не послідню силу, — писав у некролозі Іван Франко, — покрила буковинська земля… умер один із перших будителів нашого народного духу, друг Маркіяна, „Соловейко“, як звали його молодші товариші, умер, залетівши на старості літ на чуже поле, забажавши співати „по нотам“».

## Літературна діяльність

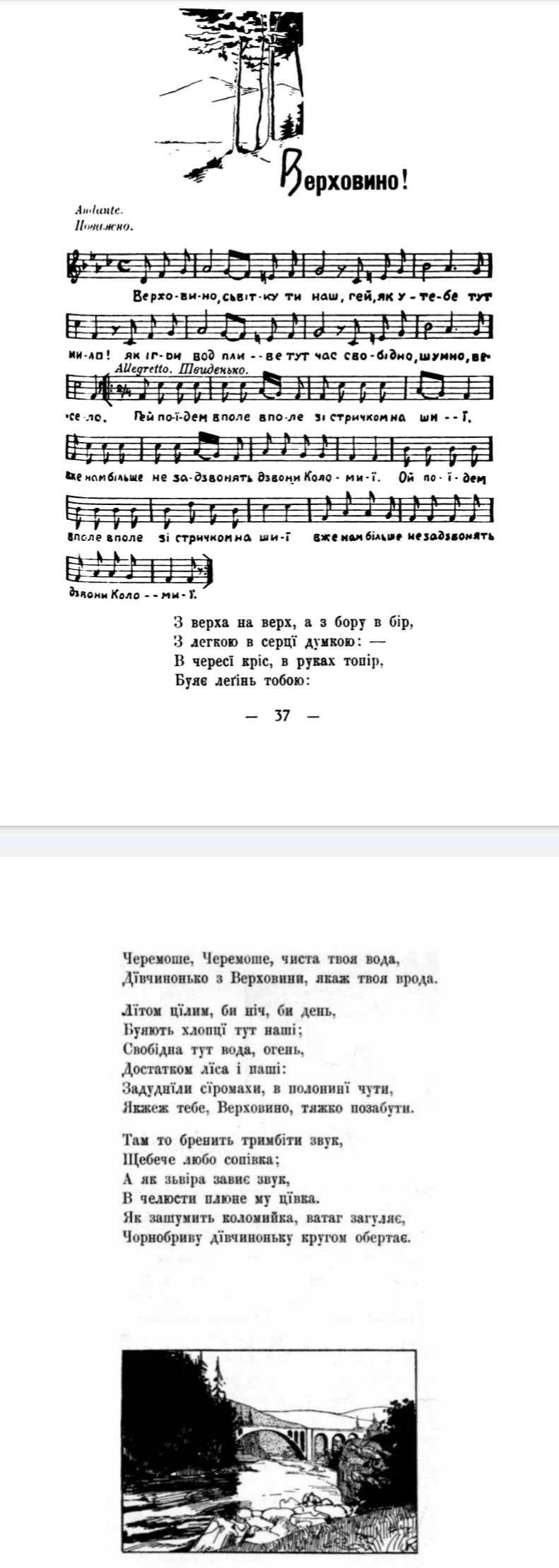
Пісня «Верховино!» Миколи Устияновича з віденського видання 1916 року.

1836 р. написав перший вірш народною мовою («Сльоза на гробі М. Гарасевича»), що й зблизило його з Маркіяном Шашкевичем; далі до 1846 р. майже нічого не писав, вражений кампанією проти народної мови.
Під впливом подій 1848 р. активізувався у літературній творчості, — писав поезії й прозові твори. У ліричних віршах Устияновича відчутні національні та соціальні мотиви, любов до гірської природи Карпат, знання фольклору.
Вірші «Верховино, світку ти наш», «Гей, браття опришки» стали народними піснями.
Тільки 1848 рік, рік бурхливих політичних подій в Австрійській імперії, розбудив М. Устияновича: він став одним з ініціаторів скликання і душею «Собору Руських Учених» у Львові.
Відірваний від громадсько-культурного життя, останні 20 років життя поступово згасав як письменник. У його творчому житті на зміну поетичній, часто пісенній мові, яку Устиянович високо підніс у своїх найкращих творах, прийшло штучне язичіє.
Етнографічні матеріали становлять основу прозових писань Миколи Устияновича: «Старий Єфрем», «Месть верховинця»; «Страсний Четвер».

### Видання
- Поезії. — Львів, 1860.
- Старий Єфрем для руського народу. Оповідання. — Львів, 1874.
- Устиянович Н. Твори Николи Устияновича і Антона Могильницкого. — Львів : Наук. т-во ім. Шевченка, 1913. — Вид. 2-ге. — 512 с. (Руська письменність; III, 2) — досі найповніше видання/
- Письменники Західної України 30 — 50-их pp. XIX ст. — К., 1965 (вибір найкращих творів).
- Устиянович, Микола. Поезії / Упоряд., вступ. ст. і прим. Михайла Шалати. — К. : Радянський письменник, 1987. — 255 с.

## Вшанування пам'яті
- Художньо-меморіальний музей Устияновичів у селі Вовків.
- Вулиця у Львові (раніше мала назву Уєйського).
- Вулиця у місті Миколаєві Львівської області.
- Вулиця Устияновича в селі Нижня Рожанка Славської ОТГ (центральна вулиця вздовж села)
- Пам'ятник біля церкви Успіння Пресвятої Богородиці у Славському
- Вулиця Устияновича, яка бере початок від церкви Успіння Пресвятої Богородиці у Славському